# Hexing
Hexing byl rod teropodního dinosaura ze skupiny Ornithomimosauria, který žil v období spodní křídy (valangin – barrem, asi před 125 miliony let) na území dnešní severovýchodní Číny (souvrství Yixian).

## Popis
Šlo o velmi štíhlého a rychle běhajícího dinosaura, patřícího mezi tzv. ptačí dinosaury. Patří ale k bazálním (vývojově primitivním) zástupcům skupiny. Dnes je rozeznáván pouze jediný druh tohoto rodu, H. qingyi. Velikost dospělých exemplářů nelze na základě dosud objevených fosilií s jistotou určit. Hmotnost tohoto dinosaura bývá někdy odhadována asi na 4,2 kilogramu.

## Systematické zařazení
Provedená fylogenetická analýza zařadila tohoto dinosaura jako vyspělejšího, než je evropský rod Pelecanimimus, ale naopak primitivnějšího než jsou rody Beishanlong, Garudimimus, Harpymimus a celá čeleď Ornithomimidae.